# Кью Ти Маршалл
Майкл Куэллари (англ. Michael Cuellari, род. 16 июля 1985, Ливингстон, Нью-Джерси) — американский рестлер, выступающий в All Elite Wrestling (AEW) под именем Кью Ти Маршалл (англ. Q. T. Marshall), где также является вице-президентом по продакшену и координации творческого процесса. Он является совладельцем и тренером школы рестлинга The Nightmare Factory (ранее известной как One Fall Power Factory).
За свою карьеру он работал с несколькими независимыми промоушенами, наиболее заметными были эпизодические выступления в Ring of Honor (ROH), а также четыре матча в WWE.

## Титулы и достижения
- Georgia Premier Wrestling
  - Чемпион южных штатов GPW (2 раза)
- Jersey Championship Wrestling
  - Чемпион JCW в тяжёлом весе (1 раз)
- IWA Puerto Rico
  - Чемпион IWA Puerto Rico в тяжёлом весе (1 раз)
- Monster Factory Pro Wrestling
  - Чемпион MFPW в тяжёлом весе (1 раз)
  - Командный чемпион MFPW (1 раз) — с Наказанием Мартинесом
- Pro Wrestling Illustrated
  - № 129 в топ 500 рестлеров в рейтинге PWI 500 в 2021
- Southern Championship Wrestling Florida
  - Чемпион Флориды SCW в тяжёлом весе (3 раза)